# Вулиця Ярославська (Кропивницький)
Вулиця Ярославська — вулиця в місті Кропивницький. Пролягає від вулиці Героїв-земляків до вулиці Братиславської. 

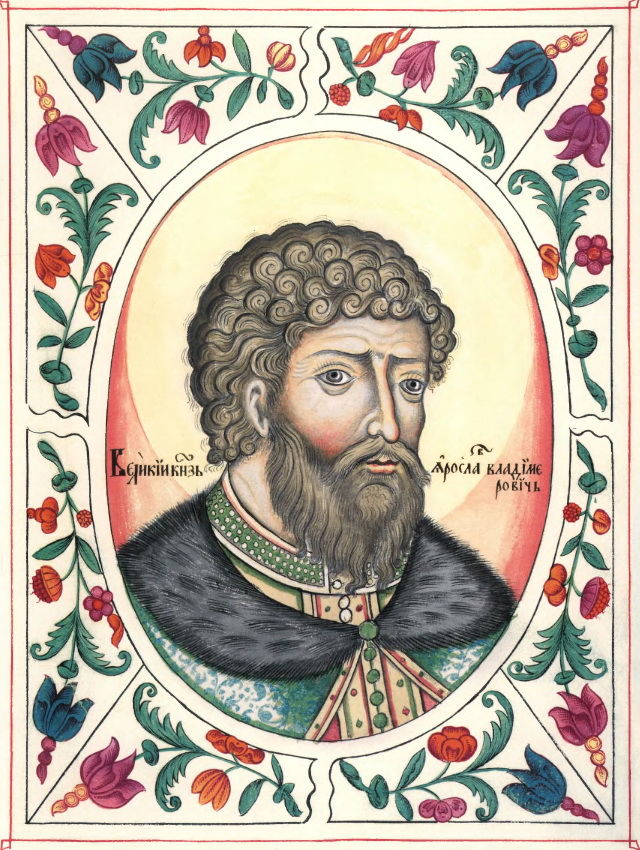
Ярослав Мудрий

## Назва
Вулиця носить назву на честь Великого князя київського Ярослава Мудрого.

## Перехресні вулиці
- вулиця Севастопольська
- вулиця Варшавська
- вулиця Кароля Шимановського
- вулиця Павла Сніцара